# 세푸록심
세푸록심(Cefuroxime)은 지나세프(Zinacef) 등의 상품명으로 판매되는 2세대 세팔로스포린 계열 항생제로, 다양한 세균 감염의 치료 및 예방에 사용된다. 적응증에는 폐렴, 수막염, 중이염, 패혈증, 요로감염증, 라임병 등이 있다. 경구 투여, 정맥 주사, 근육 주사로 투여한다.
흔한 부작용에는 구역질, 설사, 알레르기 반응, 주사 부위 통증이 있다. 드물지만 심한 부작용에는 디피실리균 감염증, 아나필락시스, 스티븐스-존슨 증후군 등이 있다. 임신과 수유 중 사용은 안전하다고 여겨진다. 2세대 세팔로스포린에 속하며 세균의 세포벽 합성을 억제하여 세균을 죽인다.
특허가 출원된 것은 1971년, 의료용 사용이 승인된 것은 1977년이다. WHO 필수 의약품 목록에 등재되어 있다. 2020년 기준, 미국에서 한 해 동안 80만 건 이상 처방되어, 325번째로 많이 처방된 약제로 기록되었다.

## 의학적 사용
세푸록심은 포도상구균과 연쇄상구균의 감수성 있는 균주 등 다양한 세균에 효과를 보인다. 또한 일부 그람 음성균에도 활성을 가진다. 여타 세팔로스포린과 마찬가지로 베타-락타메이스에 감수성이 있기는 하지만, 그 정도가 덜하다. 따라서 헤모필루스 인플루엔자, 임균, 보렐리아 등에 효과가 강하다. 또한 다른 2세대 세팔로스포린과 달리 뇌혈관장벽을 통과 가능하다.
체계적 문헌고찰 연구에서는 백내장 수술 후 세푸록심 안구내 주사가 술후 안구내염 발생 가능성을 낮춘다는 고품질 근거를 발견했다.